# Teresa Brewer
Teresa Brewer (7. května 1931 – 17. října 2007) byla americká popová zpěvačka. Narodila se v ohijském Toledu jako nejstarší z pěti sourozenců. Koncem čtyřicátých let podepsala smlouvu s vydavatelstvím London Records a již roku 1949 vydala svůj první singl. Později vydala řadu dalších singlů. V roce 1968 zpívala hymnu Spojených států amerických při soutěži MLB All-Star Game. Jejím manželem byl hudební producent Bob Thiele. Po jeho smrti v roce 1996 se přestala věnovat hudbě. Sama zemřela o jedenáct let později ve věku 76 let.